# Lemmings
|  | Aquest article tracta sobre el videojoc. Vegeu-ne altres significats a «Lèmming». |

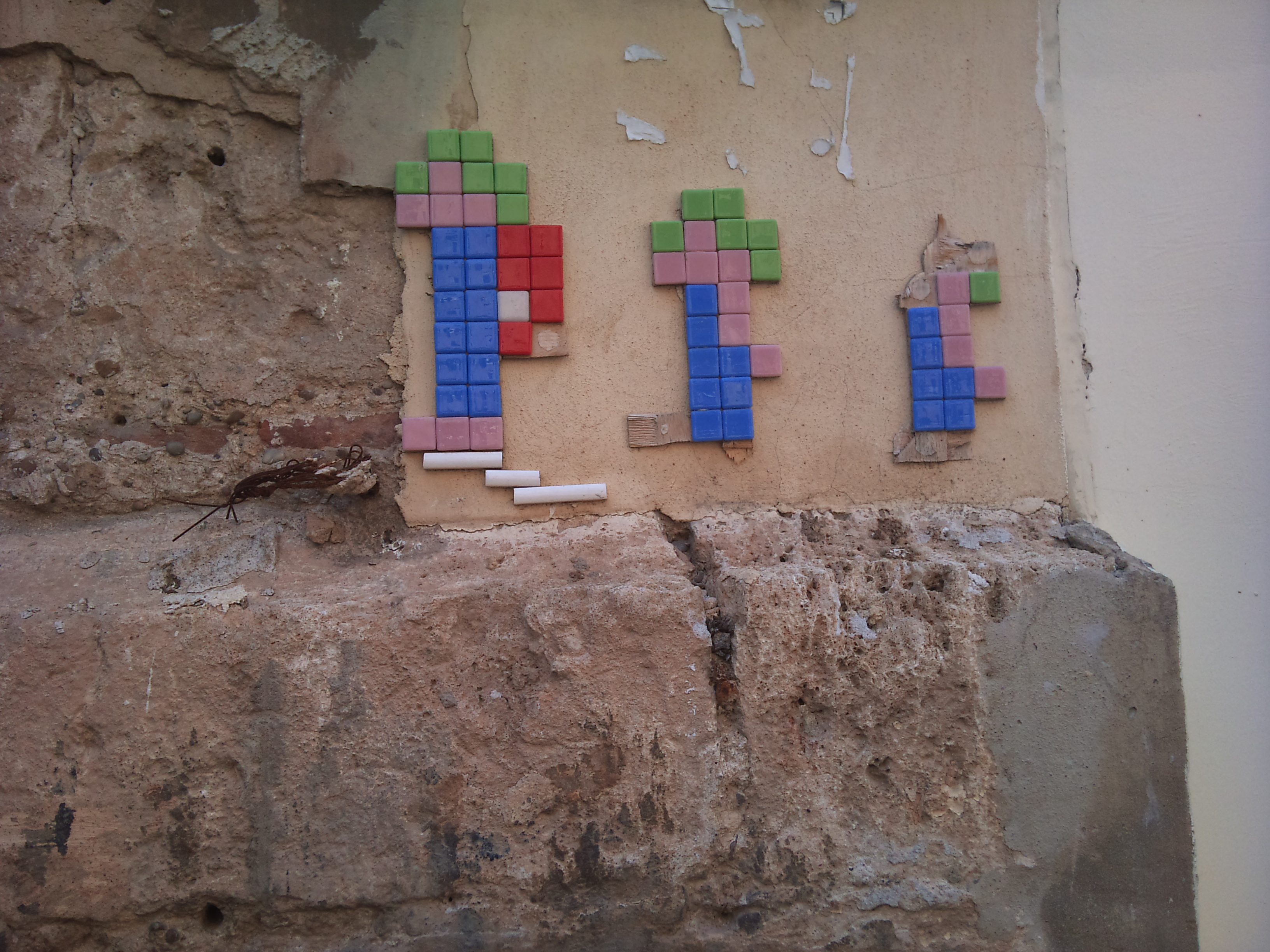
Art urbà representant els píxels dels Lemmings, a un carrer de València.

Lemmings és un videojoc d'estratègia que ha tingut nombroses seqüeles i versions. La primera edició realitzada per la societat DMA Design va sortir el 1991.
Es tracta de guiar uns animalets antropoides cap a la sortida de cada nivell fent ús d'unes habilitats limitades (com saltar, blocar, construir ponts...). Està inspirat en la tendència popular que els lèmmings es suïciden en massa en situacions de perill. L'al·licient del joc és saber quan usar aquestes habilitats, ja que si no s'utilitzen bé els lemmings s'encaminaven cap al suïcidi col·lectiu. Si hi havia un barranc, el primer s'hi estimbava i els del darrere, tots en fila, també. No pensen per ells mateixos.
L'escriptor Roc Casagran i Casañas hi veu una bona metàfora per a descriure la situació de Catalunya: «Un país, el nostre, que es topa amb un barranc que es diu Espanya (o França) i com autòmats, 
sense pensar-s'hi, au vinga, avall que fa baixada.» L'autor britànic Tony Mott considera el joc com un dels 1001 jocs vídeo que s'ha de jugar abans de morir al seu llibre 1001: Video Games You Must Play Before You Die. Existeixen variacions per a diferent plataformes informàtiques i també en versió de programari lliure amb el nom Pingus.
Utilitzant el joc Lemmings com a metàfora, l'escriptor Jordi Dausà va escriure la novel·la Lèmmings (2018).